# Mesure du volume du liquide amniotique
 (juillet 2023).
Si vous disposez d'ouvrages ou d'articles de référence ou si vous connaissez des sites web de qualité traitant du thème abordé ici, merci de compléter l'article en donnant les références utiles à sa vérifiabilité et en les liant à la section « Notes et références ».
La mesure du volume du liquide amniotique lors d'une échographie permet de savoir si le fœtus a trop ou pas assez de liquide amniotique. [pourquoi ?]

## Technique de la mesure
1. La patiente est placée sur le dos
2. La sonde doit rester parallèle au plan sagittal et perpendiculaire au plan coronal
3. La poche de liquide amniotique doit être libre et la mesure strictement verticale.

## Évaluation

### Évaluation de Phelan
L'évaluation de Phelan utilise un index amniotique (ILA), qui est la somme des profondeurs (diamètres verticaux) de liquide de quatre quadrants.
Les quadrants sont des divisions virtuelles de l'utérus obtenues à partir de deux droites perpendiculaires se croisant au niveau de l'ombilic.
Index :
- de 0  à   5 cm : oligoamnios ;
- de 5,1  à   8 cm : marginal ;
- de 8,1  à   18 cm : volume normal ;
- supérieur à 18,1-25 cm : excès ;
- supérieur à 25 cm : hydramnios.

Si l'index est inférieur à 8, il est nécessaire de refaire la mesure trois fois et d'établir la moyenne de ces trois mesures.

### Évaluation de Chamberlain
L'évaluation de Chamberlain utilise un grade, qui est la profondeur (diamètre vertical) de la plus grande citerne de liquide amniotique.
Quatre grades :
- I : inférieur à 1 cm ou oligoamnios ;
- II : 1  à   2 cm ou marginal ;
- III : 2  à   8 cm ou volume normal ;
- IV : supérieur à 8 cm ou hydramnios.